# Жерлаки
Жерлаки (біл. вёска Жарлакі) — село в складі Молодечненського району Мінської області, Білорусь. Село підпорядковане Хожівській сільській раді, розташоване в західній частині області.